# 2012년 대한민국 건설노조 파업
2012년 대한민국 건설노조 파업은 2012년 6월 27일부터 시작된 대한민국의 전국건설노동조합소속 조합원 및 건설 노동자들에 의해 진행된 노동 파업이다.
건설노조 조합원 2만9000명 중 약 2만 명이 파업에 참여했으며, 굴착기, 덤프트럭, 레미콘등 건설 중장비 기사 등으로 구성된 건설기계조합원 1만5000명도 참여했다.